# Anolis annectens
Espèce
Synonymes
- Norops annectens (Williams, 1974)

Anolis annectens est une espèce de sauriens de la famille des Dactyloidae. 

## Répartition
Cette espèce est endémique du Venezuela. Elle se rencontre dans la région du lac Maracaibo.

## Publication originale
- Williams, 1974 : A case history in retrograde evolution: The onca lineage in anoline lizards. I. Anolis annectens new species, intermediate between the genera Anolis and Tropidodactylus. Breviora, no 421, p. 1-21 (texte intégral).